# قشلاق قره دره عزیز رستم
قشلاق قره دره عزیز رستم یک روستا در ایران است که در استان اردبیل واقع شده‌است. قشلاق قره دره عزیز رستم ۹۶ نفر جمعیت دارد.